# Drynaria volkensii
Drynaria volkensii är en stensöteväxtart som beskrevs av Georg Hans Emmo Wolfgang Hieronymus. Drynaria volkensii ingår i släktet Drynaria och familjen Polypodiaceae. Inga underarter finns listade.